# Ambystoma californiense
Ambystoma californiense é uma espécie de anfíbio caudado pertencente à família Ambystomatidae. Endêmica da Califórnia, nos Estados Unidos da América.